# Arte franco-cantábrica

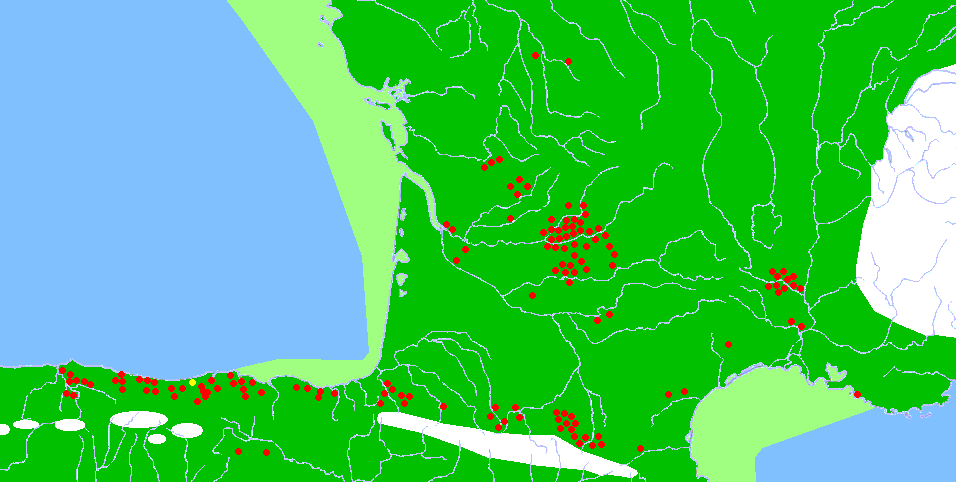
Região Altamira, entre Espanha e França.

Arte franco-cantábrica ou arte hispano-aquitana são expressões usadas na historiografia da arte e da pré-história para designar o conjunto de manifestações culturais de natureza artística, especialmente as pinturas rupestres, que geograficamente se estenderam no Paleolítico Superior pela Cornija Cantábrica, na atual Espanha, e pelo sudoeste da atual França. A sua cronologia é do período magdaleniano (14 mil anos atrás aproximadamente). É uma arte rupestre, ou seja, ligada às cavernas. Caracteriza-se pelo realismo, a policromia e pelo predomínio de representação de animais em figuras isoladas, que por vezes usam as irregularidades do suporte (tetos ou paredes das cavernas) como terceira dimensão. As pinturas ficam habitualmente em lugares afastados da entrada das cavernas, pelo qual teriam sido efetuadas com luz artificial.
Opõe-se estilisticamente à arte rupestre levantina, de cronologia posterior, e cujas características são as opostas (estilização, monocromia, presença da figura humana, composição de cenas e situação em abrigos rochosos, nos quais se puderam realizar as pinturas com luz natural).
As da zona franco-cantábrica foram as primeiras pinturas paleolíticas identificadas como tais, graças ao sua descoberta por Marcelino Sanz de Sautuola na Caverna de Altamira (1879); inicialmente muito discutido até ter-se confirmado com o achado de pinturas semelhantes na França por Henri Breuil (nas cavernas de Combarelles e Font-de-Gaume, na Dordonha, 1901 —embora as mais importantes, descobertas posteriormente, fossem as das cavernas de Lascaux, 1940—), de modo que o seu principal opositor, Émile Cartailhac, teve de reconhecer a validez das de Altamira (1902).